# Maestro del 1419
Il Maestro del 1419 (fl. XV secolo) è stato un pittore anonimo italiano seguace di Lorenzo Monaco, attivo a Firenze e nei dintorni nella prima metà del XV secolo.
Prende il nome dalla tavola centrale di un trittico smembrato con la Madonna col Bambino in trono commissionata da Antonio di Domenico Giugni per la chiesa di Santa Maria in Latera, oggi al Cleveland Museum of Art e datata proprio al 1419.
Precedentemente, nel 1415 circa, dovette realizzare le due tavole laterali di un trittico smembrato con al centro una Madonna col Bambino, con i Santi Giacomo Maggiore e Mauro e i Santi Giovanni Battista e Antonio Abate, ora in collezione privata svizzera, sia due scomparti di predella, con San Francesco che riceve le stimmate ed un Episodio della vita di sant'Antonio della National Gallery of Scotland di Edimburgo. In queste tavole di gusto tardogotico il pittore fa riferimento maggiormente a Gherardo Starnina e Alvaro Pirez, ma risente al contempo anche della nuova pittura masaccesca, come rivelabile dagli accorgimenti prospettici e da un certo rilievo plastico delle figure.
Tra il 1425 e il 1427 realizzò il Trittico di san Giuliano proveniente dalla collegiata di San Gimignano, oggi nel Museo Civico, dove risente maggiormente degli influssi della coeva pittura di Masolino da Panicale.
È stata recentemente proposta l'identificazione del Maestro del 1419 con Battista di Biagio Sanguigni, miniatore e pittore fiorentino, allievo di Lorenzo Monaco e probabile maestro del Beato Angelico con cui è citato in alcuni documenti precedenti l'entrata di quest'ultimo nell'ordine domenicano.